# Augustin Théodule Ribot

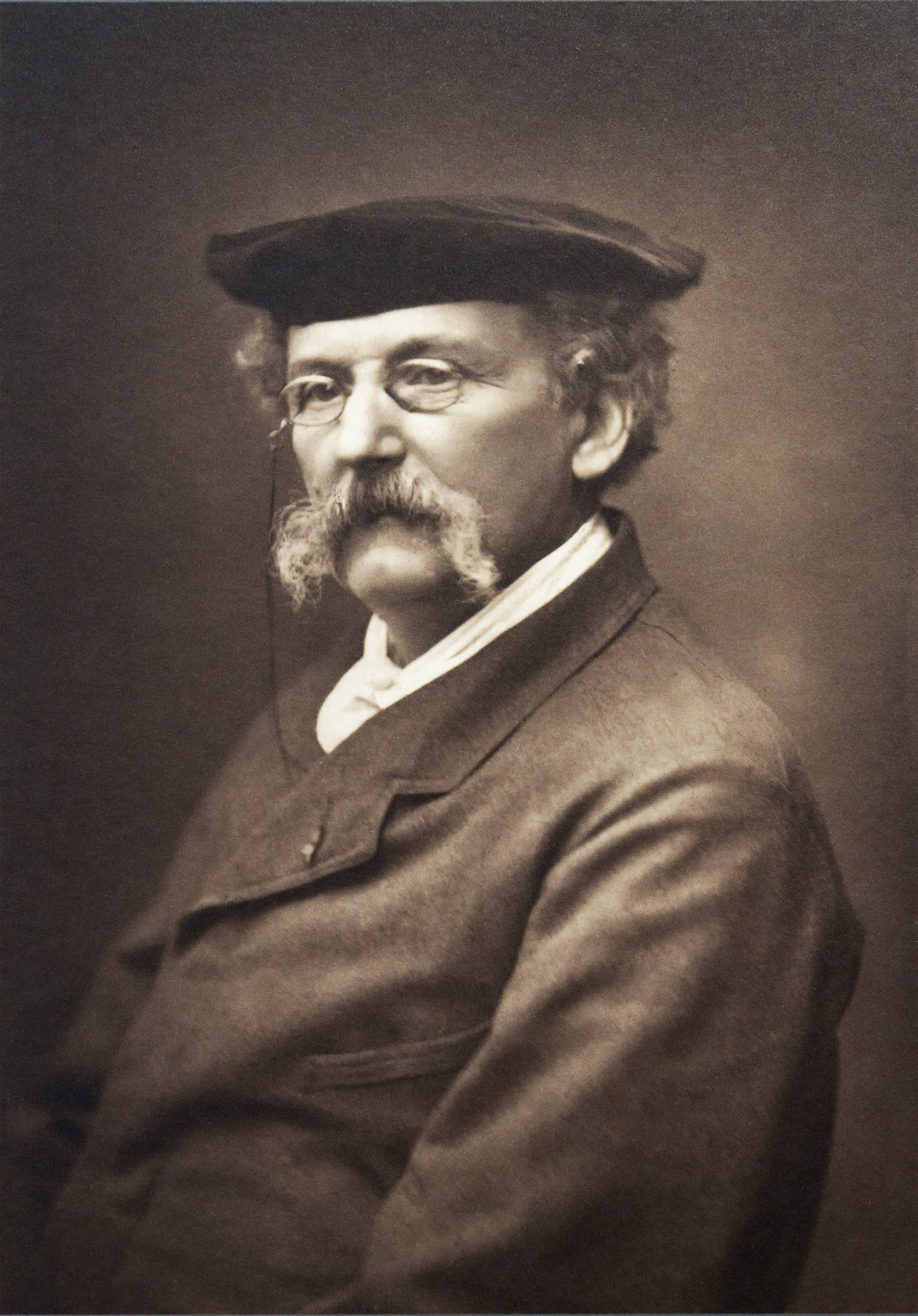
Théodule Ribot

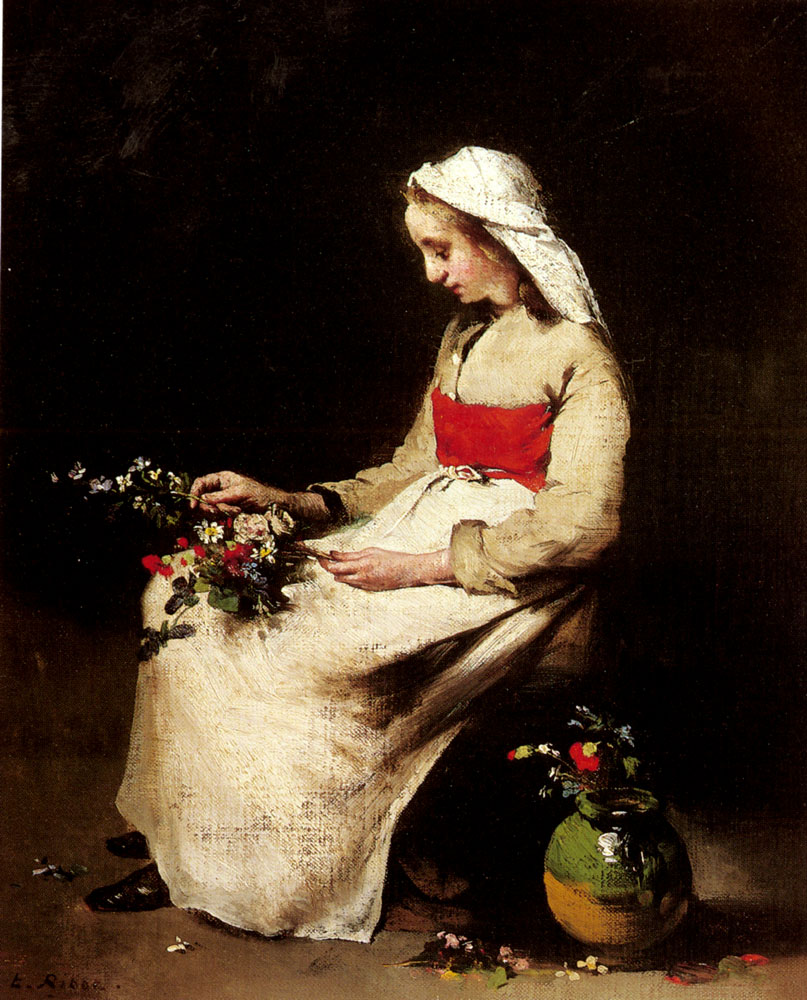
Meisje schikt een vaas met bloemen

Theodule-Augustin Ribot (Saint-Nicolas-d'Attez (Eure), 8 augustus, 1823 - Colombes (Hauts-de-Seine), 11 september, 1891) was een Franse realistische kunstschilder.

## Biografie
Hij studeerde aan de École des Arts et Metiers de Chalons voordat hij naar Parijs ging in 1845. Daar vond hij werk met het versieren van vergulde lijsten bij een spiegelfabrikant. Hij studeerde ook in de studio van Glaize. Na een reis naar Algerije rond 1848, keerde hij in 1851 terug naar Parijs. Daar hij bleef in zijn levensonderhoud voorzien als ambachtsman. In de late jaren 1850, 's nachts werkend bij lamplicht, begon hij serieus te schilderen en maakte hij afbeeldingen van alledaagse onderwerpen in een realistische stijl.
Hij maakte zijn debuut in het Salon in 1861 met een aantal schilderijen van keukenonderwerpen. Verzamelaars kochten de werken en zijn schilderijen in de Salons van 1864 en 1865 werden met medailles beloond.
Ribot schilderde huiselijke taferelen, stillevens, portretten en religieuze taferelen. Hij schilderde graag direct uit de natuur en legde daarbij de nadruk op de contrasten tussen licht en donker. Zijn gebruik van Clair-obscur om psychologische toestanden suggereren groeide door zijn bewondering voor de Spaanse en de Nederlandse barokmeesters, zoals Ribera en Rembrandt. Dit enthousiasme werd gedeeld door zijn tijdgenoten Courbet en Bonvin. Familieleden van Ribot zijn de waarschijnlijke modellen geweest voor veel van zijn composities, waarin de onderwerpen zich bezighouden met bescheiden activiteiten, zoals de voorbereiding van maaltijden of het verzamelen in groepen om elkaar voor te lezen. In deze werken vestigt het licht de aandacht op gezichten en handen, die scherp voortkomen uit een slecht verlichte omgeving.
Het realisme van Ribots werken plaatste hem tussen de meest vooruitstrevende kunstenaars van de generatie vóór de impressionisme. Toch was hij geen revolutionair. Zijn werk ontmoette over het algemeen gunstige reacties van het publiek en de critici.
In 1878 ontving de Ribot het Franse Legioen van Eer. Rond deze tijd verkeerde hij in slechte gezondheid. Hij stopte met schilderen en verhuisde naar Colombes, waar hij tot aan zijn dood bleef wonen.
Ribot had twee kinderen. Zijn zoon Germain Theodule Clement en zijn dochter Fontenai-aux-Roses Ribot waren ook zijn leerlingen.